# Prescot
Prescot è un paese di 11.184 abitanti della contea del Merseyside, in Inghilterra.